# Miedzna
Miedzna ist ein Dorf sowie Sitz der gleichnamigen Landgemeinde im Powiat Węgrowski der Woiwodschaft Masowien, Polen.

## Gemeinde
Zur Landgemeinde (gmina wiejska) Miedzna gehören folgende Ortschaften mit einem Schulzenamt (sołectwo):
Miedzna
Międzyleś
Orzeszówka
Poszewka
Rostki
Tchórzowa
Ugoszcz
Warchoły
Wola Orzeszowska
Wrotnów
Wrzoski
Zuzułka
Żeleźniki
Weitere Orte der Gemeinde sind Glina und Tchórzowa-Gajówka.